# Schwarzer Kiefernbastkäfer
Der Schwarze Kiefernbastkäfer (Hylastes ater) ist ein Rüsselkäfer aus der Unterfamilie der Borkenkäfer (Scolytinae). Da er seine Brutsysteme in der Rinde von Baumstümpfen und Wurzeln der Wirtsbäume anlegt, wird er den Wurzelbrütern zugerechnet.

## Merkmale
Die Käfer werden 4,5 bis 4,8 Millimeter lang und haben einen schwarzen Körper. Der Kopf ist von oben sichtbar und schwach rüsselartig verlängert. Die Stirn trägt einen Längskiel, hat aber keine Querfurche über diesem. Der Halsschild ist so lang wie breit und gleichartig punktiert, mit punktfreier Mittellinie. Die schwarzen, mit kräftigen Punktreihen versehenen, parallelen Flügeldecken sind am Basalrand nicht gekerbt oder gezähnt und ohne Höcker sowie mehr als doppelt so lang wie zusammen breit. Die Zwischenräume der Punktreihen tragen sehr kurze, helle Härchen. Die Fühlerkeule ist mit drei Nähten versehen und eiförmig, die Fühlergeißel ist siebengliedrig. Das dritte Fußglied ist herzförmig und zweilappig geformt. Fühler und Tarsen sind rot gefärbt. Das Männchen trägt auf dem letzten Tergit eine Delle, dem Weibchen fehlt eine solche.

## Verbreitung
Die Art ist in Europa verbreitet.

## Lebensweise
Hylastes ater kommt an Kiefern (Pinus) seltener an Gemeiner Fichte (Picea abies), Sibirischer Fichte (Picea obovata) und Eibe (Taxus baccata) vor. Die Larven entwickeln sich unter der Rinde von Baumstümpfen und deren Wurzeln, ausnahmsweise auch von lebenden Wurzeln. Die Käfer vollführen Reifungs- und Ernährungsfraß an jungen Nadelholzpflanzen.
Der einarmige sieben bis acht Zentimeter lange Muttergang wird als Längsgang angelegt. Die Larvengänge gehen davon unregelmäßig ab und verwirren sich bald, so dass kein klares Fraßbild zu erkennen ist. Der Reifungsfraß der Jungkäfer erfolgt gewöhnlich an den Baumstümpfen mit noch weitgehend intaktem Rindengewebe, an feucht liegenden Stämmen und Kloben und an ein- bis zehnjährigen Wirtspflanzen, wo sie teils unterirdisch die Wurzel, teils oberirdisch die Rinde am Wurzelhals und untersten Stammteil befressen. Die Fraßspuren ähneln denen des Fichtenrüsselkäfers (Hylobius abietis), sind aber mehr gangförmig und unterhöhlen streckenweise die Rinde.
Es gibt ein bis meist zwei Generationen im Jahr, deren Flugzeiten im April bis Mai liegen.
Die Tiere leben monogam. Sie werden bei 5 °C Lufttemperatur aktiv, beginnen bereits bei 7 bis 9 °C mit dem Ernährungsfraß, mit dem Brutfraß bei 8 bis 9 °C und schwärmen dann bei etwa 20 °C. Die Käfer fliegen wenig. Die Eiablage erfolgt mit bis zu 60 Stück an Baumstümpfen und deren flachstreichenden Wurzeln. Sie überwintern meist an Baumstümpfen, Ästen und Jungpflanzen der Wirtsbäume.

## Schadwirkung
Der Käfer bringt durch seinen Ernährungs- und Reifungsfraß junge Bäume zum Absterben. Hierdurch entsteht überhaupt erst der Schaden, wenn in Pflanzungen von Nadelbäumen große Mengen junger Bäume zum Absterben gebracht werden. Der Schaden umfasst hier den Wert der Jungpflanze, deren Pflanzkosten und die Nachpflanzungskosten. In reichlich ankommender Naturverjüngung ist der Fraß der Käfer meist nicht von Bedeutung. Abgestorbene Jungpflanzen ersetzt die Natur hier meist überreichlich. Vermehrung und Schäden werden begünstigt, wenn die Ernte der alten Bäume und das Neupflanzen der jungen Bäume mehrere Jahre hintereinander streifenweise (Schmalkahlschlag) erfolgt, da laufend für den Brutfraß Baumstümpfe und für den Ernährungsfraß Jungpflanzen zur Verfügung stehen. Laubbaumpflanzungen können den Kreis jedoch durchbrechen und für den Käfer ungünstigere Bedingungen schaffen. Eine Bekämpfung ist meist sehr arbeitsintensiv und teuer, da zugelassene Pflanzenschutzmittel beschafft, ausgebracht und deren Erfolg kontrolliert werden muss. Lockfang der Käfer an begiftetem Material, das zum Ernährungsfraß angenommen wird (Fangholz) ist möglich.

## Systematik

### Synonyme
Aus der Literatur sind für Hylastes ater folgende Synonyme bekannt:
- Bostrichus ater Paykull, 1800
- Hylesinus chloropus Duftschmid, 1825
- Hylesinus var. brunneus Erichson, 1836
- Hylastes pinicola Bedel, 1888
- Hylastes rotundicollis Reitter, 1894
- Hylastes robustus Reitter, 1894
- Tomicus pinicola Bedel, 1888
- Hylastes angusticollis Eggers, 1929
- Hylastes aterrimus Eggers, 1933